# Bockstadt
Bockstadt – dzielnica miasta Eisfeld w Niemczech, w kraju związkowym Turyngia w powiecie Hildburghausen. Do 30 grudnia 2013 samodzielna gmina, której niektóre zadania administracyjne realizowane były przez miasto Eisfeld, które pełniło rolę "gminy realizującej" (niem. "erfüllende Gemeinde").